# María Francisca Caballer
María Francisca Caballer Gil (Valencia, 25 de febrero de 1927 - Caracas, 22 de enero de 1999) fue una soprano española. Se desempeñó como cantante de ópera, opereta y zarzuela, siendo en este último género de teatro lírico donde obtuvo mayor fama y reconocimiento.

## Biografía
Nació en el seno de una familia relacionada con la música: su padre, José Caballer Marco (nacido en Godella, Valencia) fue compositor, y su tía, Concha Gil, tiple de zarzuela y opereta. Perfeccionó su voz desde la adolescencia con el maestro de canto valenciano Enrique Marí, y estudió música en el Conservatorio Principal de Valencia. Debutó siendo muy joven en la radio, y posteriormente fue contratada por la compañía de Leopoldo Magenti para realizar giras por la provincia.Estrenó muchas obras líricas de gran popularidad, como es el caso de Las de Caín de Pablo Sorozabal en el Teatro de la Zarzuela de Madrid en 1958 y Viento Sur de Jesús Arámbarri en el Teatro Campos Elíseos de Bilbao en 1952.
Grabó para el sello Montilla en 1954 la ópera española Marina, del compositor Emilio Arrieta. Participó en la grabación de la opereta La viuda alegre de Franz Lehár y la zarzuela Agua, azucarillos y aguardiente. Posteriormente fue publicado un disco con grabaciones históricas en directo titulado María Francisca Caballer In Memoriam, editado por el Consejo Nacional de la Cultura de Venezuela, en el cual se rinde homenaje a su figura y a su esposo, el editor y productor artístico Agustín Lisbona Candial (nacido en Oliete, provincia de Teruel). Tuvo dos hijos, María Gloria Lisbona Caballer, pianista y musicóloga, y Agustín Lisbona Caballer, Bajo-barítono y director artístico.
Pasó muchos años de su vida en Caracas, donde presentó con su propia compañía cientos de funciones en los teatros Municipal y Nacional de la ciudad, o en otros auditorios de Venezuela como la Ópera de Maracay, el Centro de Bellas Artes de Maracaibo, Juares de Barquisimeto y Municipal de Valencia.
Durante su carrera profesional María Francisca Caballer trabajó con intérpretes como Plácido Domingo Ferrer, Pepita Embil, Antonio Martelo, Alfredo Sadel, Sergio Daniele, Alberto Aguilá, Lucy Ferrero, Miguel De Grandy, Mari Carmen Ramírez, Pablo Sorozabal, Enrique Belenguer Estela, Pilar Abarca, Rubén Domínguez, Enrique Fuentes, Evelio Esteve, Luis Quirós, Juan Antonio Donpablo, Tomás Álvarez, Francisco Kraus, María Dolores Marco, Rafael Carretero, Paloma Mairant, Graciela Saavedra, Luis Bellido, Cayito Aponte, Ramón Iriarte, Madalit Lamazares, Juan Tomás Martínez, Fina Gessa y Rosalinda García.

## Premios
María Francisca Caballer recibió homenajes en múltiples países: España, Venezuela, México, Puerto Rico, Costa Rica, Estados Unidos, Panamá, Colombia, Perú, República Dominicana, Bolivia y Ecuador. Recibió el Premio Félix Antonio González, el Premio Ciudad de Córdoba (conjuntamente con el compositor Pablo Sorozábal y el bajo Esteban Astarloa) así como la Medalla al Mérito Artístico de Venezuela, conjuntamente con la soprano Pepita Embil.